# Poppenweiler (Ludwigsburg)

Poppenweiler im Osten des Stadtgebiets

Poppenweiler ist ein Stadtteil der Kreisstadt Ludwigsburg, der im Jahr 1975 eingemeindet wurde.

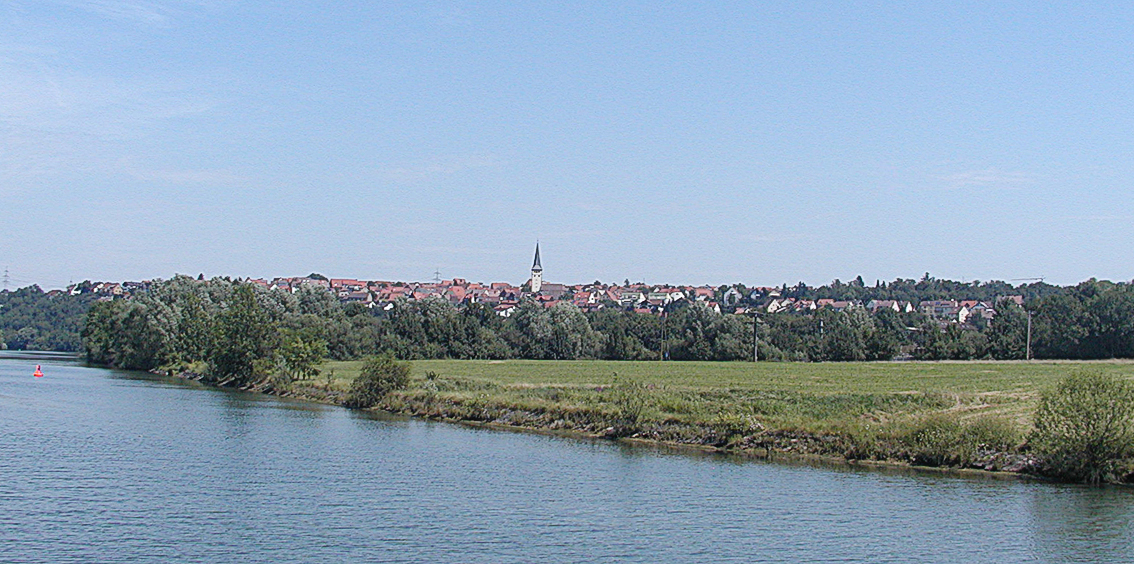
Poppenweiler vom Neckar gesehen

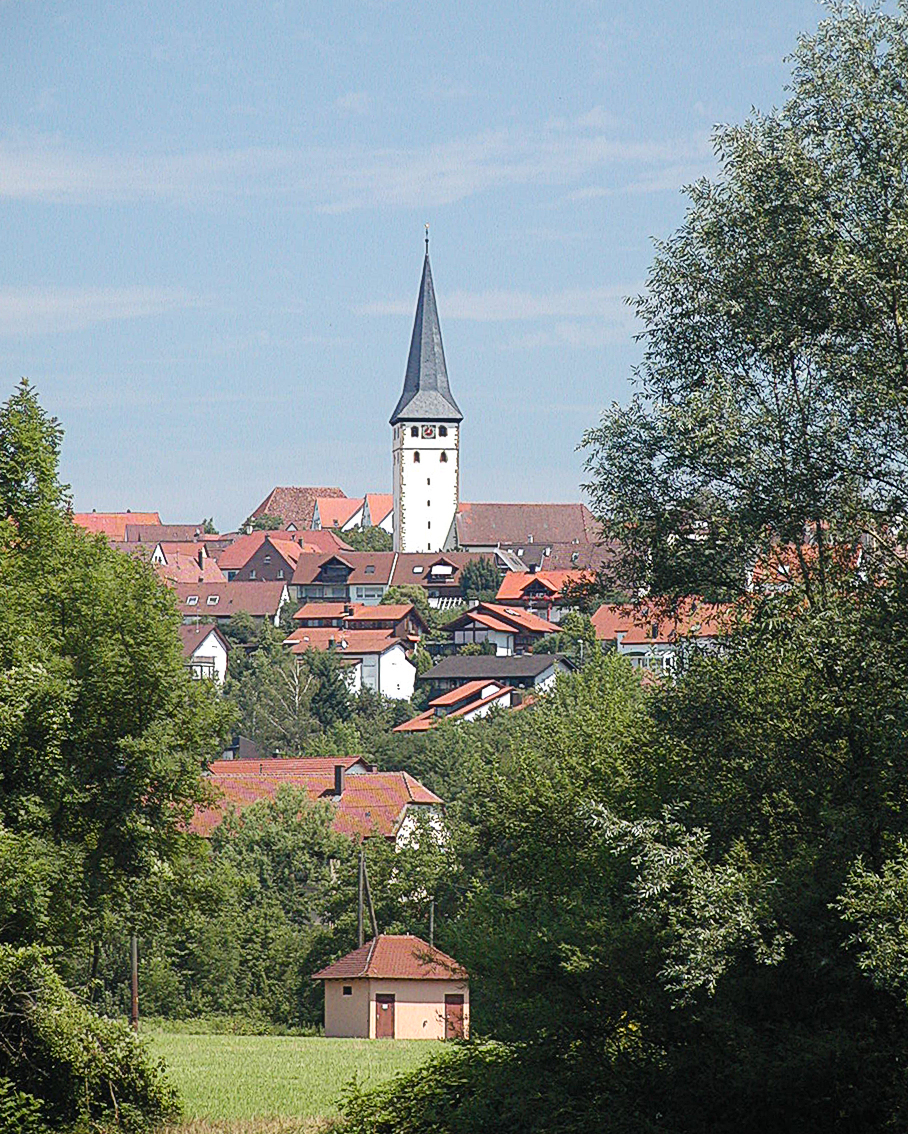
Poppenweiler

## Geographische Lage
Poppenweiler liegt östlich der Kernstadt oberhalb des rechten Neckarufers. Unmittelbar südlich des Orts mündet der Zipfelbach in den Neckar. Im Osten reicht das Gemeindegebiet bis zum Lemberg. Im Norden grenzt das Gemeindegebiet an die Schillerstadt Marbach am Neckar, im Nordosten an Erdmannhausen, im Osten an Affalterbach, im Süden an Remseck am Neckar, im Westen an Oßweil und im Nordwesten an Neckarweihingen.

## Geschichte
Der Name Poppenweiler leitet sich vom mittelalterlichen Vornamen Boppo, dem Leitnamen der Grafen von Lauffen, ab. Das Dorf Poppenweiler erscheint erstmals 1122 in einer Stiftungsurkunde zu Gunsten des Klosters Odenheim. Über die Grafen von Lauffen und die Grafschaft Calw-Löwenstein gelangte der Ort im Laufe des 14. Jahrhunderts an die Grafschaft Württemberg und unterstand in diesem dem Amt Marbach. Durch den Dreißigjährigen Krieg und den Pfälzer Erbfolgekrieg wurde Poppenweiler erheblich zerstört. Ab 1762 gehörte Poppenweiler zum Oberamt Ludwigsburg. Durch einen Brand 1816 wurden 15 Gebäude vernichtet. Ende des 19. Jahrhunderts erweiterte sich der Ort nach Norden. Der ländliche Charakter Poppenweilers blieb auch nach der Eingemeindung nach Ludwigsburg am 1. Januar 1975 erhalten.

## Wappen
Das Wappen Poppenweilers, dessen Gestaltung von Schultheißensiegeln des 19. Jahrhunderts herrührt, zeigt in Gold ein schwarzes Hufeisen mit sieben goldenen Nägeln, drei auf der einen Seite und vier auf der anderen. Das Hufeisen steht absichtlich auf dem Kopf.

## Sehenswürdigkeiten
Sehenswert ist die Ortsmitte mit ihren Fachwerkhäusern, die zum Teil aus dem 16. bis 18. Jahrhundert stammen.
Die evangelische Kirche St. Georg wurde im Wesentlichen im Jahr 1601 gebaut, nur der Turm stammt schon aus dem Jahr 1428. In der Turmhalle sieht man Wandmalereien zum Kampf der Tugenden mit den Lastern. In der Kirche wurden 2014 mehrere Schriftstücke aus dem 19. Jahrhundert gefunden und in einer Sammlung zusammengefasst.
Die ehemalige Kelter wurde im Lagerbuch von 1584 erwähnt. 1837 in Gemeindeeigentum übergegangen, wurde sie in den Jahren 1981–1983 umgebaut und renoviert. Die ebenfalls am „Kelterplatz“ stehende, 1981–1983 renovierte, ehemalige Zehntscheuer wurde 1596 erbaut (Sichtfachwerkbau mit massivem, über vier Meter hohem, Sockelgeschoss und gequaderter Eckeinfassung).
Ein altes Fachwerkhaus in der Ortsmitte wird heutzutage als Museum genutzt, in dem Funde aus Poppenweiler ausgestellt sind.
Das ehemalige Schul- und Gemeindehaus wurde 1776–1777 gebaut, ab 1884 als Gemeindehaus (Wohnungen, Kindergarten) genutzt, seit 1988 als Wohnhaus.

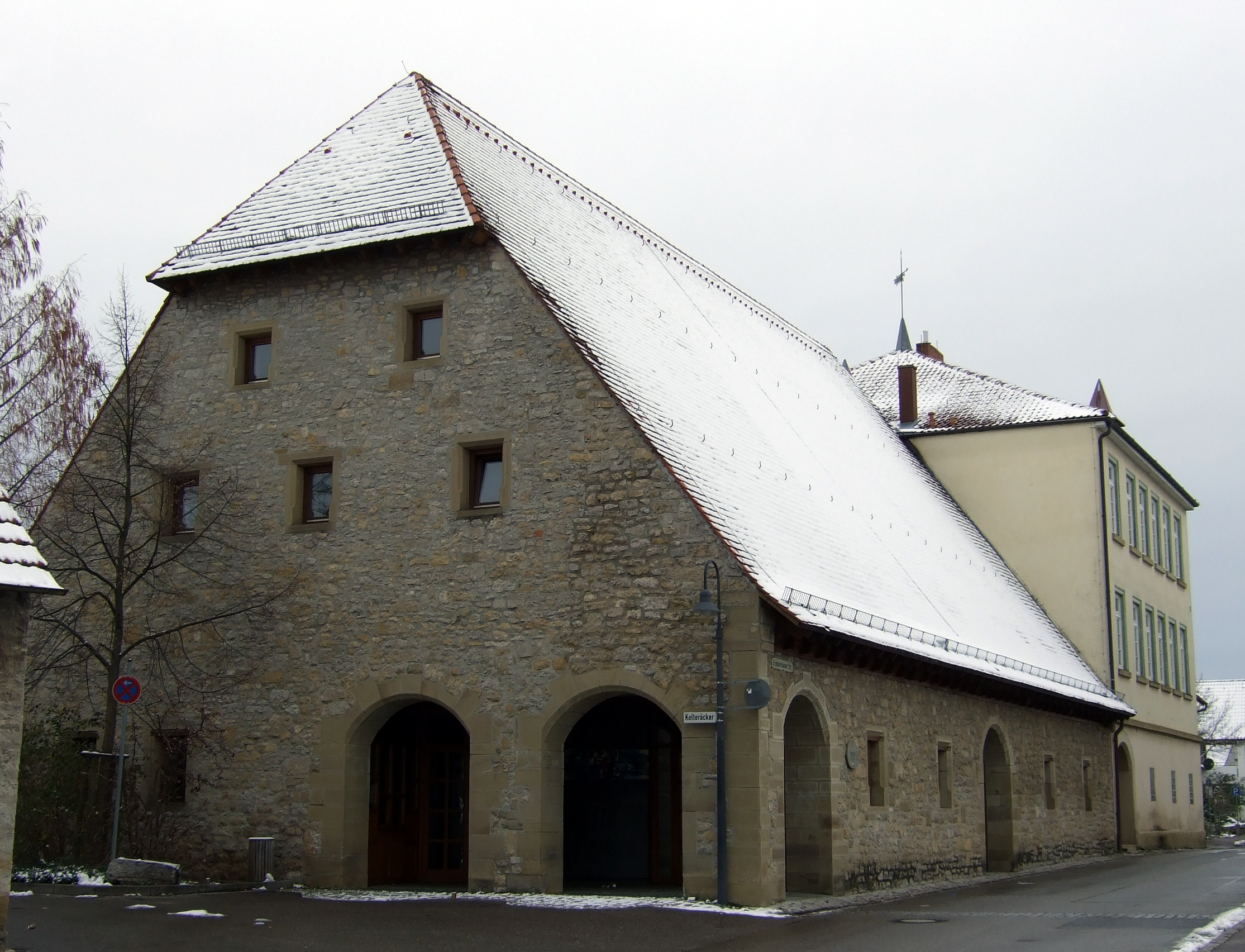
Kelter, im Hintergrund Alte Schule
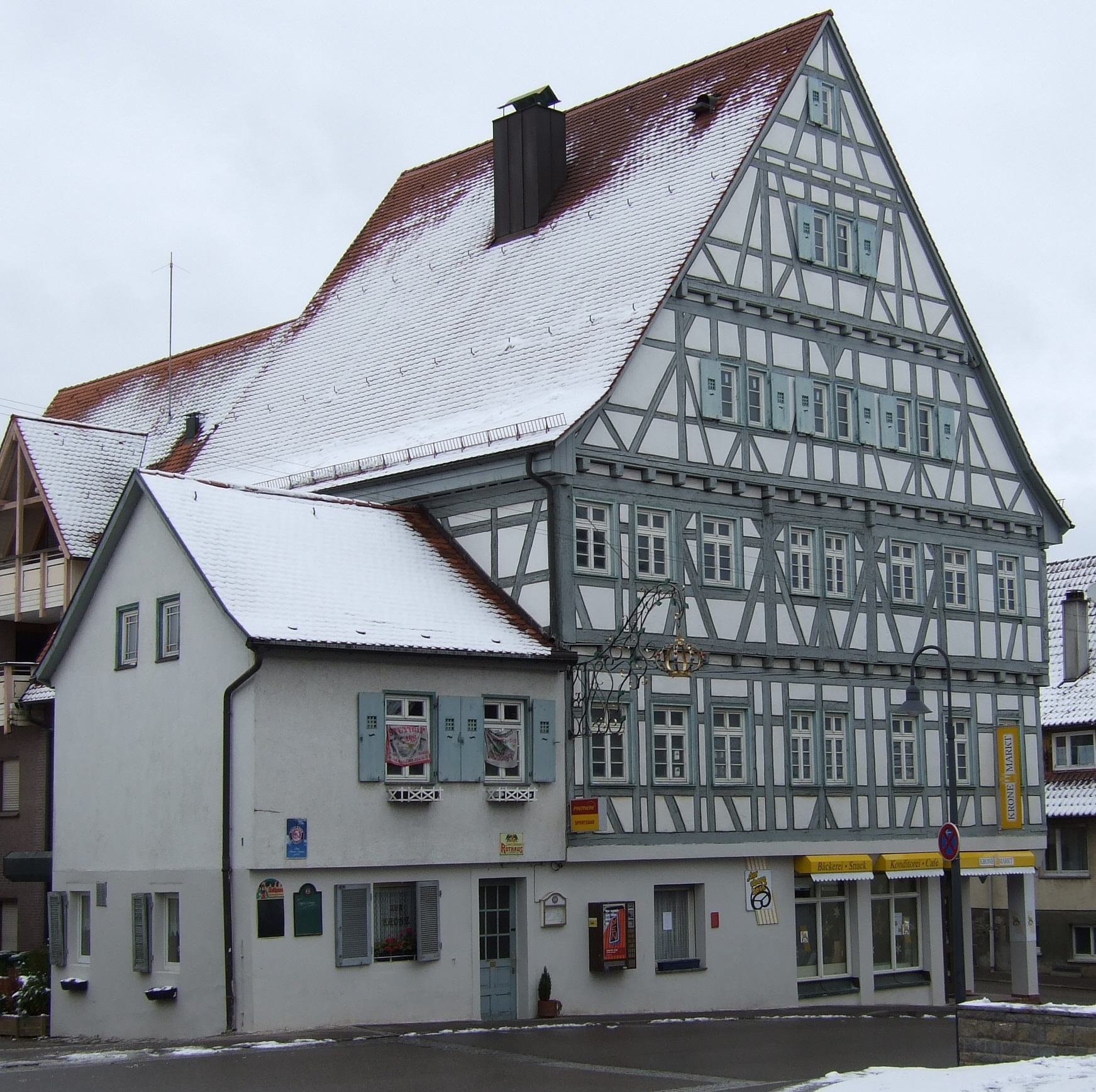
Fachwerkhaus Krone, ehemalige Bäckerei „Hugo Mildenberger“
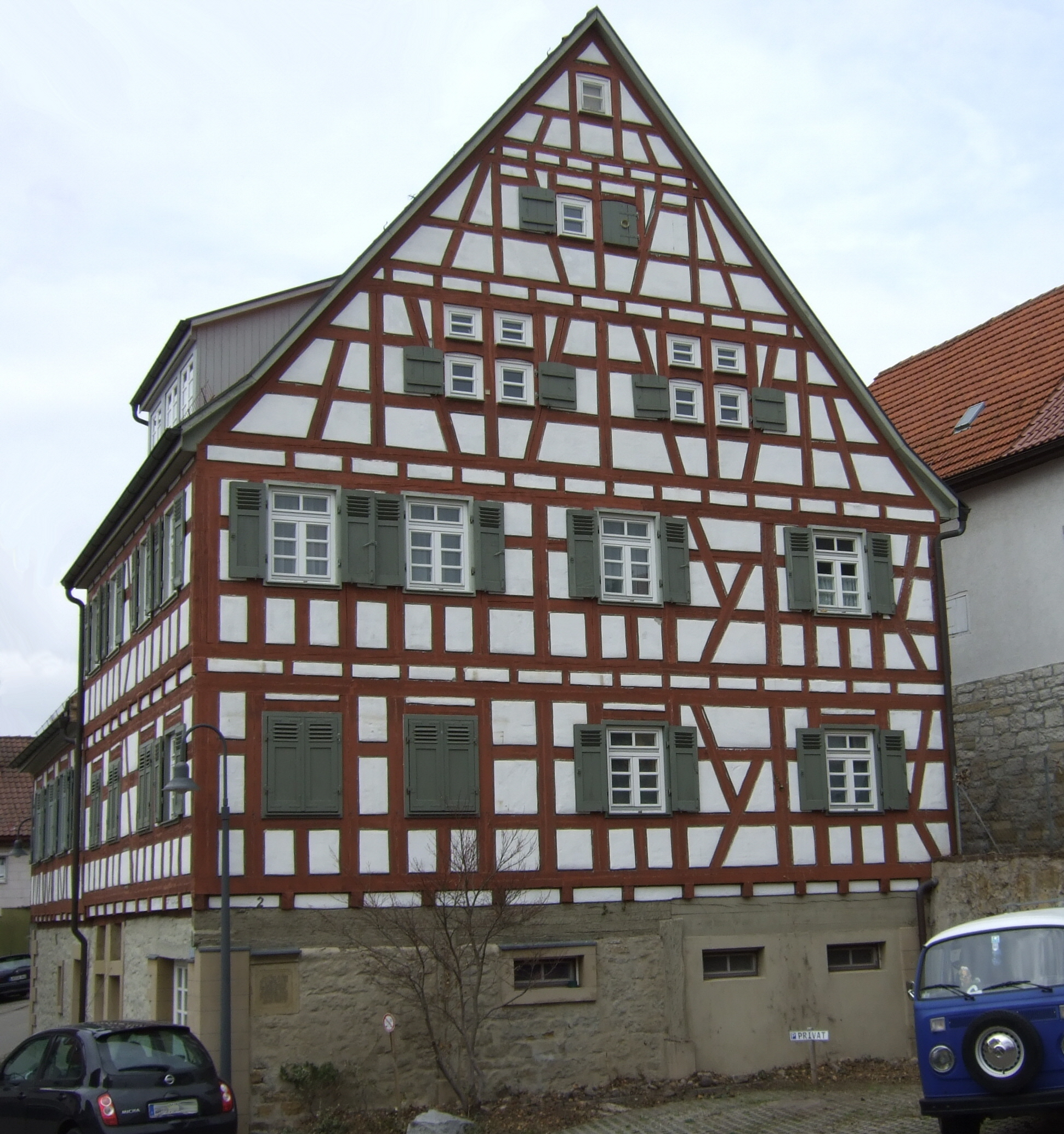
Ehemaliges Gemeinde- und Schulhaus

## Vereine
In Poppenweiler ansässig sind der RKV Poppenweiler, der SV Poppenweiler, der Musikverein MV Poppenweiler, der Bürgerverein Poppenweiler, der Kulturring Poppenweiler sowie weitere Vereine.

## Veranstaltungen
- Ochsenfest (alle 2 Jahre, MV Poppenweiler)
- Paul-Scholpp-Kinderfest (alle 2 Jahre im Wechsel mit Ochsenfest)
- Maifest (RKV Poppenweiler)
- AXA-Cup (Fußball-Turnier, SV Poppenweiler)

## Persönlichkeiten
- Heinrich Remlinger (1882–1946), Generalmajor der Wehrmacht
- Hugo Rupf (1908–2000), Unternehmer
- Beate Escher (* 1965), Umwelttoxikologin, -chemikerin und Hochschullehrerin